# Martin Psenner
Martin Psenner (* 2. März 1976 in Völs am Schlern) ist ein ehemaliger italienischer Naturbahnrodler. Er wurde zweimal Vize-Europameister im Doppelsitzer und gewann ebenfalls im Doppelsitzer die Bronzemedaille bei der Weltmeisterschaft 1996. Im Weltcup erreichte er mit insgesamt sieben Siegen sowohl im Doppelsitzer als auch im Einsitzer zweimal den zweiten Rang im Gesamtweltcup.

## Karriere
Psenner nahm von 1993 bis 1995 an drei Junioreneuropameisterschaften teil und erzielte dabei als bestes Ergebnis den dritten Platz im Einsitzer 1994. Im Weltcup startete er zunächst mit Arthur Künig im Doppelsitzer. Sie feierten in der Saison 1994/1995 den ersten Sieg, erreichten einen weiteren Podestplatz und belegten im Gesamtweltcup den vierten Platz. 1995 gewannen sie auch den zum letzten Mal ausgetragenen Europapokal. In der Saison 1995/1996 gewannen sie zwar kein Weltcuprennen, erreichten aber mit zwei dritten und drei zweiten Plätzen hinter den Österreichern Helmut und Andi Ruetz, die fünf der sechs Saisonrennen gewannen, den zweiten Platz im Gesamtweltcup. Bei der Europameisterschaft 1995 in Kandalakscha gewann das Doppel Psenner/Künig hinter Ruetz/Ruetz die Silbermedaille und bei der Weltmeisterschaft 1996 in Oberperfuss die Bronzemedaille. Bei der EM 1995 startete Psenner auch im Einsitzer, kam aber nicht ins Ziel.
In der Saison 1996/1997 startete Psenner zunächst mit Anton Blasbichler im Doppelsitzer. Sie erzielten einen dritten und einen zweiten Platz. Während der Saison wurde Christian Hafner sein neuer Partner im Doppelsitzer. Am Ende des Winters feierten Psenner/Hafner in Garmisch-Partenkirchen ihren ersten Weltcupsieg, im Gesamtweltcup kam Psenner aber weder mit Blasbichler noch mit Hafner unter die besten sechs. Bei der Europameisterschaft 1997 in Moos in Passeier gewannen Psenner/Hafner hinter den Österreichern Ruetz/Ruetz die Silbermedaille, im Einsitzer wurde Psenner Siebenter. In der Saison 1997/1998 gelangen dem Doppel Psenner/Hafner zwei Weltcupsiege in Kronplatz und Mölten und weitere zwei Podestplätze, womit sie wiederum hinter Ruetz/Ruetz Zweite im Gesamtweltcup wurden. Bei der Weltmeisterschaft 1998 in Rautavaara fuhren Psenner/Hafner auf den fünften Platz und auch im Einsitzer erzielte Martin Psenner den fünften Rang. In der Saison 1998/1999 nahmen Psenner/Hafner nur an den ersten drei Weltcuprennen teil. Sie kamen zweimal auf das Podest und im Gesamtweltcup auf Rang sechs. Bei der Europameisterschaft 1999 starteten sie nicht. Ihr letztes gemeinsames Weltcuprennen bestritten sie zu Beginn der Saison 1999/2000 in Oberperfuss, wo sie den dritten Platz belegten.
Ab dem Winter 1999/2000 startete Psenner auch im Einsitzer im Weltcup. Zunächst gelangen ihm einige Top-10-Platzierungen und im Gesamtweltcup dreimal in Folge der elfte Rang. In der Saison 2002/2003 beendete er alle fünf Weltcuprennen, an denen er teilnahm, in den Top 10 und kam damit auch erstmals im Gesamtweltcup als Achter unter die besten zehn. Nachdem er bei der Weltmeisterschaft 2000 nicht gestartet war, erzielte er bei der Weltmeisterschaft 2001 in Stein an der Enns den fünften Platz und bei der Europameisterschaft 2002 in Frantschach-Sankt Gertraud den achten Rang. Bei der Weltmeisterschaft 2003 in Železniki fuhr er jedoch nur auf Platz 14.
In der Saison 2003/2004 gelangen Psenner mit zwei dritten Plätzen in Grande Prairie und Garmisch-Partenkirchen seine ersten Weltcup-Podestplätze im Einsitzer. Da er in den weiteren vier Rennen aber nur zwei zwölfte Plätze vorweisen konnte, kam er im Gesamtweltcup trotzdem nur auf Rang zehn. Bei der Europameisterschaft 2004 in Hüttau wurde er Vierter und verfehlte die Bronzemedaille um weniger als eine Zehntelsekunde. In der Saison 2004/2005 konnte sich Psenner mit konstant guten Leistungen in der Weltspitze etablieren. Er fuhr in fünf von sechs Rennen unter die besten drei und feierte im Saisonfinale in Olang seinen ersten Weltcupsieg im Einsitzer. Damit erreichte er hinter Anton Blasbichler, der vier Rennen gewann, den zweiten Platz im Gesamtweltcup. Nur bei der Weltmeisterschaft 2005 in Latsch kam er nicht an diese Ergebnisse heran. Im Einsitzer wurde er Siebenter und im Mannschaftswettbewerb Fünfter.
Am Ende der Saison 2005/2006 feierte Psenner in Oberperfuss seinen zweiten Weltcupsieg im Einsitzer. Im gesamten Winter war dies allerdings sein einziger Podestplatz, weshalb er im Gesamtweltcup auf Rang vier zurückfiel. Bei der Europameisterschaft 2006 in Umhausen kam er nur auf Platz sieben. In der Saison 2006/2007 fuhr Psenner wieder in vier Rennen unter die besten drei, darunter sein letzter Weltcupsieg am 21. Januar 2007 in Longiarü. Damit erreichte er zum zweiten Mal im Einsitzer-Weltcup den zweiten Gesamtrang. In diesem Winter nahm Psenner gemeinsam mit Johannes Hofer zum ersten Mal seit sieben Jahren auch wieder an Weltcuprennen im Doppelsitzer teil. Ihre besten Ergebnisse waren zwei dritte Plätze in Longiarü und Umhausen, womit sie Fünfte im Doppelsitzer-Gesamtweltcup wurden. Bei der Weltmeisterschaft 2007 in Grande Prairie wurde Psenner Vierter im Einsitzer, wobei er diesmal nur vier Hundertstelsekunden hinter Bronze blieb, und mit Johannes Hofer Fünfter im Doppelsitzer, zeitgleich mit den Österreichern Christian und Andreas Schopf. Im Mannschaftswettbewerb kam er im Doppelsitzer zum Einsatz und erreichte Platz sechs.
In der Saison 2007/2008 nahm Psenner wieder ausschließlich im Einsitzer an Weltcuprennen teil. Er fuhr nur noch die ersten drei Saisonrennen, bei denen ein fünfter Platz beim Auftakt in Moos in Passeier sein bestes Ergebnis war, und bestritt am 20. Januar 2008 in Umhausen sein letztes Weltcuprennen. Bis zum nächsten Winter nahm er noch an Rennen des Interkontinentalcups teil.

## Sportliche Erfolge

### Weltmeisterschaften
- Oberperfuss 1996: 3. Doppelsitzer (mit Arthur Künig)
- Rautavaara 1998: 5. Einsitzer, 5. Doppelsitzer (mit Christian Hafner)
- Stein an der Enns 2001: 5. Einsitzer
- Železniki 2003: 14. Einsitzer
- Latsch 2005: 7. Einsitzer, 5. Mannschaft
- Grande Prairie 2007: 4. Einsitzer, 5. Doppelsitzer (mit Johannes Hofer), 6. Mannschaft

### Europameisterschaften
- Kandalakscha 1995: 2. Doppelsitzer (mit Arthur Künig)
- Moos in Passeier 1997: 2. Doppelsitzer (mit Christian Hafner), 7. Einsitzer
- Frantschach 2002: 8. Einsitzer
- Hüttau 2004: 4. Einsitzer
- Umhausen 2006: 7. Einsitzer

### Junioreneuropameisterschaften
- Rautavaara 1993: 7. Doppelsitzer (mit Gustav Gögele), 11. Einsitzer
- Längenfeld 1994: 3. Einsitzer
- Saint-Marcel/Fénis 1995: 8. Einsitzer

### Weltcup
- 2 × 2. Gesamtrang im Einsitzer in den Saisonen 2004/2005 und 2006/2007
- 2 × 2. Gesamtrang im Doppelsitzer in den Saisonen 1995/1996 und 1997/1998
- 31 Podestplätze (12 im Einsitzer und 19 im Doppelsitzer), davon 7 Siege:

| Datum            | Ort                    | Land        | Disziplin    |
| ---------------- | ---------------------- | ----------- | ------------ |
| 29. Januar 1995  | Olang                  | Italien     | Doppelsitzer |
| 16. Februar 1997 | Garmisch-Partenkirchen | Deutschland | Doppelsitzer |
| 18. Januar 1998  | Kronplatz              | Italien     | Doppelsitzer |
| 15. Februar 1998 | Mölten                 | Italien     | Doppelsitzer |
| 20. Februar 2005 | Olang                  | Italien     | Einsitzer    |
| 11. März 2006    | Oberperfuss            | Österreich  | Einsitzer    |
| 21. Januar 2007  | Longiarü               | Italien     | Einsitzer    |

### Europapokal
- Sieg im Doppelsitzer 1995 (mit Arthur Künig)

### Italienische Meisterschaften
- Italienischer Meister im Doppelsitzer 1998 und im Einsitzer 2004[1]